# Coniopteryx flinti
Coniopteryx flinti är en insektsart som beskrevs av Meinander 1975. Coniopteryx flinti ingår i släktet Coniopteryx och familjen vaxsländor. Inga underarter finns listade i Catalogue of Life.